# Тромпчинский, Войцех
Войцех Стефан Тромпчинский (пол. Wojciech Stefan Trąmpczyński; 8 февраля 1860, с. Демблово — 2 марта 1953) — польский юрист и политик, член Народно-демократической партии Польши. Познанский воевода 1919 года, маршалок сейма Польши с 1919 по 1922 года и Сената Польши от 1922 до 1928 года.

## Биография
Тромпчинский происходил из семьи помещиков. Изучал юриспруденцию в Вроцлаве и Берлине. С 1886 года заведовал адвокатской и нотариальной практикой в Познани.
Входил в состав Познанского городского совета как член Польской фракции. В период с 1911 по 1918 год он также был членом Прусской Палаты депутатов, а с 1912 по 1918 год Рейхстага. Он был там председателем польской фракции. Во время Первой мировой войны он действовал в секретном двухпартийном польском гражданском комитете.
В январе 1919 года Верховным народным советом он был назначен администратором заявленной Польшей провинции Познань, в чём прусское государственное министерство резко протестовало. Некоторое время спустя, 14 мая. Феврале 1919 года, он был назначен сейммаршалом. Во время польско-советской войны 1920 года был председателем Гражданского Комитета государственной обороны. На основе мартовской Конституции 1921 года в качестве маршала Сейма при формировании правительства он взял на себя посредническую роль между главой государства и сеймом.
В 1922 году Тромпчинский был избран маршалом Сената в первый срок его полномочий (до 1927 года). Несмотря на свое критическое отношение к перевороту 1926 года Юзефом Пилсудским, он взял на себя посредническую роль между новыми властителями и сторонниками предыдущего правительства. Это способствовало предотвращению гражданской войны.
После принятия Конституции 1935 года перешел в лагерь оппозиции. Похоронен Тромпчинский на почетном кладбище в Познани.